# وودبريدج ميتكالف
وودبريدج ميتكالف (بالإنجليزية: Woodbridge Metcalf)‏ هو متسابق يخت وحراجي أمريكي، ولد في 23 يونيو 1888، وتوفي في 11 يوليو 1972.

## وصلات خارجية
- وودبريدج ميتكالف على موقع الاتحاد الدولي للملاحة الشراعية (موقع جديد) (الإنجليزية)
- وودبريدج ميتكالف على موقع الاتحاد الدولي للملاحة الشراعية (موقع قديم) (الإنجليزية)
- وودبريدج ميتكالف على موقع اللجنة الأولمبية الدولية (الإنجليزية)
- وودبريدج ميتكالف على موقع أوليمبيديا (الإنجليزية)